# Gensac-sur-Garonne
Pour les articles homonymes, voir Gensac.
Gensac-sur-Garonne est une commune française située dans le centre du département de la Haute-Garonne en région Occitanie. Sur le plan historique et culturel, la commune est dans le Volvestre, constitué des vallées de l'Arize et du Volp, proche de la vallée de la Garonne, situé au sud de Toulouse et en partie nord du Couserans.
Exposée à un climat océanique altéré, elle est drainée par la Garonne, l'Aygossau et par divers autres petits cours d'eau. La commune possède un patrimoine naturel remarquable : deux sites Natura 2000 (la « vallée de la Garonne de Boussens à Carbonne » et « Garonne, Ariège, Hers, Salat, Pique et Neste »), deux espaces protégés (le « Confluent du Volp » et « la Garonne, l'Ariège, l'Hers Vif et le Salat ») et trois zones naturelles d'intérêt écologique, faunistique et floristique.
Gensac-sur-Garonne est une commune rurale qui compte 452 habitants en 2022, après avoir connu une forte hausse de la population depuis 1975. Elle fait partie de l'aire d'attraction de Toulouse. Ses habitants sont appelés les Gensacois ou  Gensacoises.
Le patrimoine architectural de la commune comprend un immeuble protégé au titre des monuments historiques : le château, inscrit en 1981.

## Géographie

### Localisation
La commune de Gensac-sur-Garonne se trouve dans le département de la Haute-Garonne, en région Occitanie.
Elle se situe à 50 km à vol d'oiseau de Toulouse, préfecture du département, à 31 km de Muret, sous-préfecture, et à 32 km d'Auterive, bureau centralisateur du canton d'Auterive dont dépend la commune depuis 2015 pour les élections départementales.
La commune fait en outre partie du bassin de vie de Cazères.
Les communes les plus proches sont : 
Saint-Christaud (3,2 km), Saint-Julien-sur-Garonne (3,3 km), Goutevernisse (3,3 km), Couladère (3,7 km), Cazères (3,9 km), Lavelanet-de-Comminges (4,4 km), Palaminy (5,3 km), Le Plan (5,7 km).
Sur le plan historique et culturel, Gensac-sur-Garonne fait partie du Volvestre, constitué des vallées de l'Arize et du Volp, proche de la vallée de la Garonne, situé au sud de Toulouse et en partie nord du Couserans.
Gensac-sur-Garonne est limitrophe de cinq autres communes.
Les communes limitrophes sont Saint-Julien-sur-Garonne, Cazères, Goutevernisse, Rieux-Volvestre et Saint-Christaud.
|         | Saint-Julien-sur-Garonne | Rieux-Volvestre |
| Cazères | Gensac-sur-Garonne       | Goutevernisse   |
|         | Saint-Christaud          |                 |

### Géologie
La superficie de la commune est de 1 014 hectares ; son altitude varie de 215  à   380 mètres.

### Hydrographie

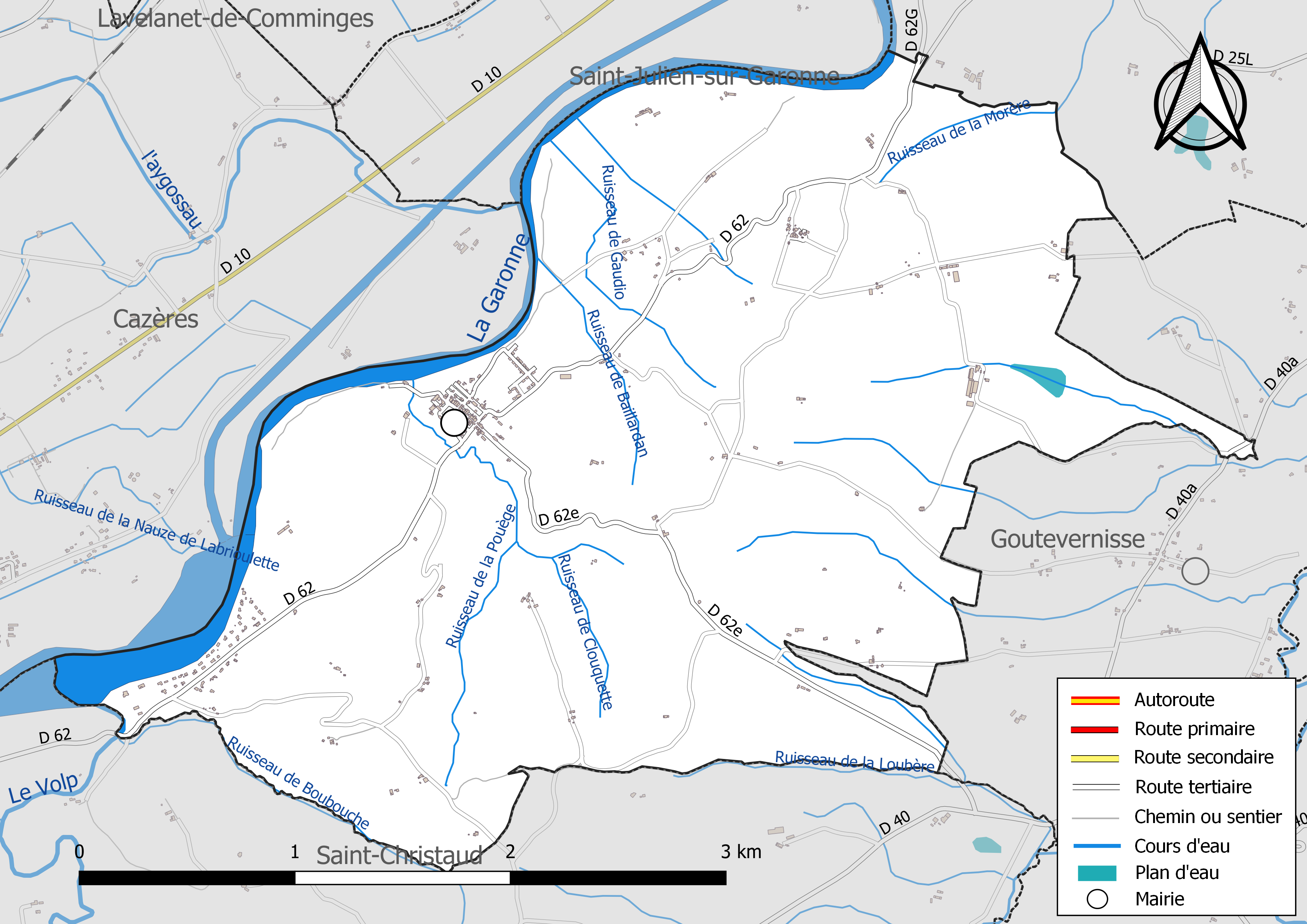
Réseaux hydrographique et routier de Gensac-sur-Garonne.

La commune est dans le bassin de la Garonne, au sein du bassin hydrographique Adour-Garonne. Elle est drainée par la Garonne, le Volp, l'aygossau, le ruisseau de Baillardan, le ruisseau de Boubouche, le ruisseau de Clouquette, le ruisseau de Gaudio, le ruisseau de la Morère, le ruisseau de la Pouège, le ruisseau de Souleillane et par divers petits cours d'eau, constituant un réseau hydrographique de 18 km de longueur totale,.
La Garonne est un fleuve principalement français prenant sa source en Espagne et qui coule sur 529 km avant de se jeter dans l’océan Atlantique.

### Climat
Pour des articles plus généraux, voir Climat de l'Occitanie et Climat de la Haute-Garonne.
En 2010, le climat de la commune est de type climat océanique altéré, selon une étude s'appuyant sur une série de données couvrant la période 1971-2000. En 2020, Météo-France publie une typologie des climats de la France métropolitaine dans laquelle la commune est toujours exposée à un climat océanique altéré et est dans la région climatique Aquitaine, Gascogne, caractérisée par une pluviométrie abondante au printemps, modérée en automne, un faible ensoleillement au printemps, un été chaud (19,5 °C), des vents faibles, des brouillards fréquents en automne et en hiver et des orages fréquents en été (15 à 20 jours).
Pour la période 1971-2000, la température annuelle moyenne est de 12,6 °C, avec une amplitude thermique annuelle de 15,4 °C. Le cumul annuel moyen de précipitations est de 816 mm, avec 9,7 jours de précipitations en janvier et 6,2 jours en juillet. Pour la période 1991-2020, la température moyenne annuelle observée sur la station météorologique la plus proche, située sur la commune de Palaminy à 5 km à vol d'oiseau, est de 13,2 °C et le cumul annuel moyen de précipitations est de 715,2 mm,. Pour l'avenir, les paramètres climatiques de la commune estimés pour 2050 selon différents scénarios d’émission de gaz à effet de serre sont consultables sur un site dédié publié par Météo-France en novembre 2022.

### Milieux naturels et biodiversité

#### Espaces protégés
La protection réglementaire est le mode d’intervention le plus fort pour préserver des espaces naturels remarquables et leur biodiversité associée,.
Deux espaces protégés sont présents sur la commune : 
- le « Confluent du Volp », objet d'un arrêté de protection de biotope, d'une superficie de 34,5 ha[19] ;
- « la Garonne, l'Ariège, l'Hers Vif et le Salat », objet d'un arrêté de protection de biotope, d'une superficie de 1 658,7 ha[20].

#### Réseau Natura 2000

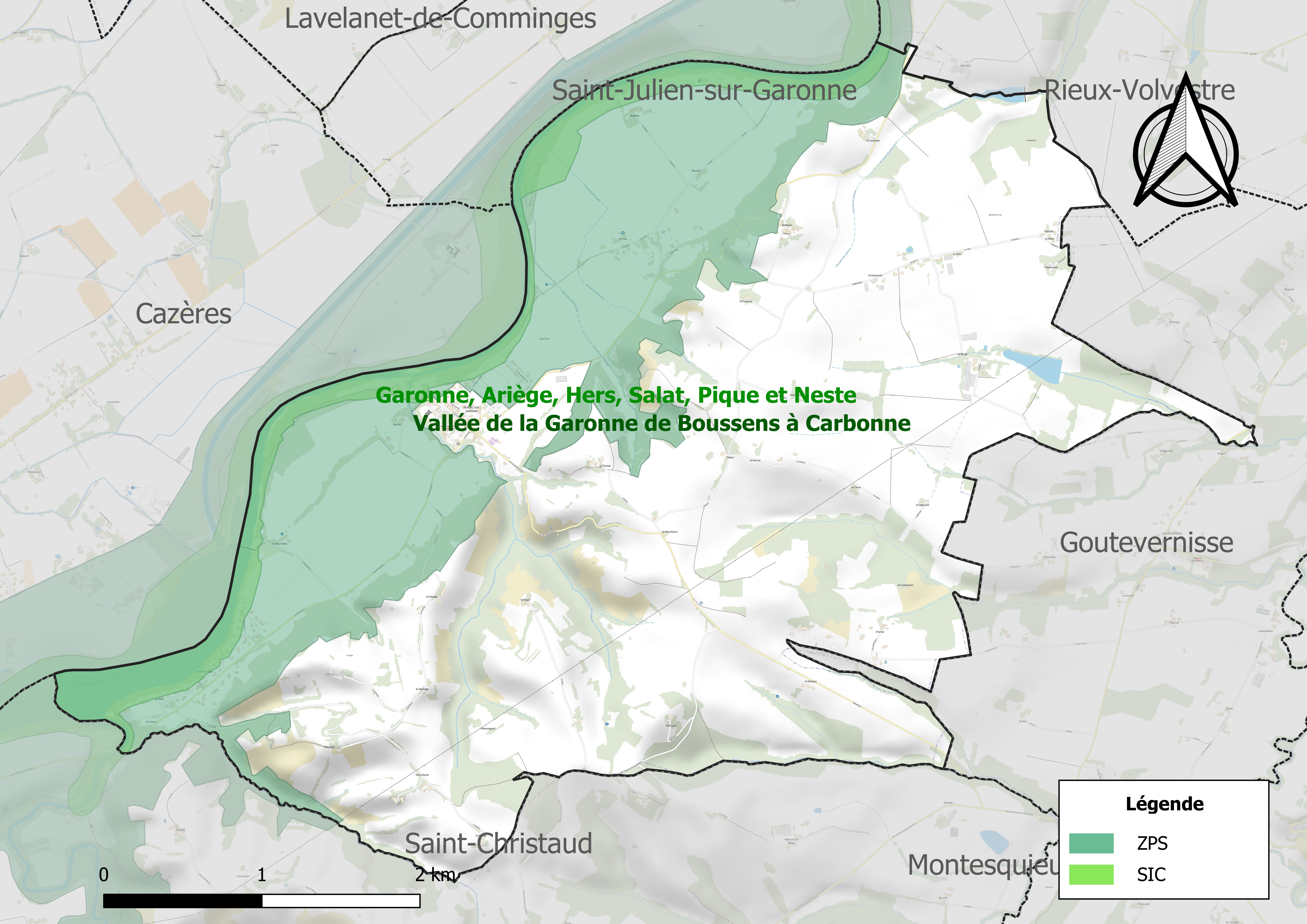
Site Natura 2000 sur le territoire communal.

Le réseau Natura 2000 est un réseau écologique européen de sites naturels d'intérêt écologique élaboré à partir des directives habitats et oiseaux, constitué de zones spéciales de conservation (ZSC) et de zones de protection spéciale (ZPS).
Un site Natura 2000 a été défini sur la commune au titre de la directive habitats.
- « Garonne, Ariège, Hers, Salat, Pique et Neste », d'une superficie de 9 581 ha, un réseau hydrographique pour les poissons migrateurs (zones de frayères actives et potentielles importantes pour le Saumon en particulier qui fait l'objet d'alevinages réguliers et dont des adultes atteignent déjà Foix sur l'Ariège[23]

et un au titre de la directive oiseaux : 
- la « vallée de la Garonne de Boussens à Carbonne », d'une superficie de 1 893 ha, hébergeant une avifaune bien représentée en diversité, mais en effectifs limités (en particulier, baisse des populations de plusieurs espèces de hérons). Trois espèces de hérons y nichent : Garde-bœufs, Bihoreau gris et Aigrette garzette[24].

#### Zones naturelles d'intérêt écologique, faunistique et floristique

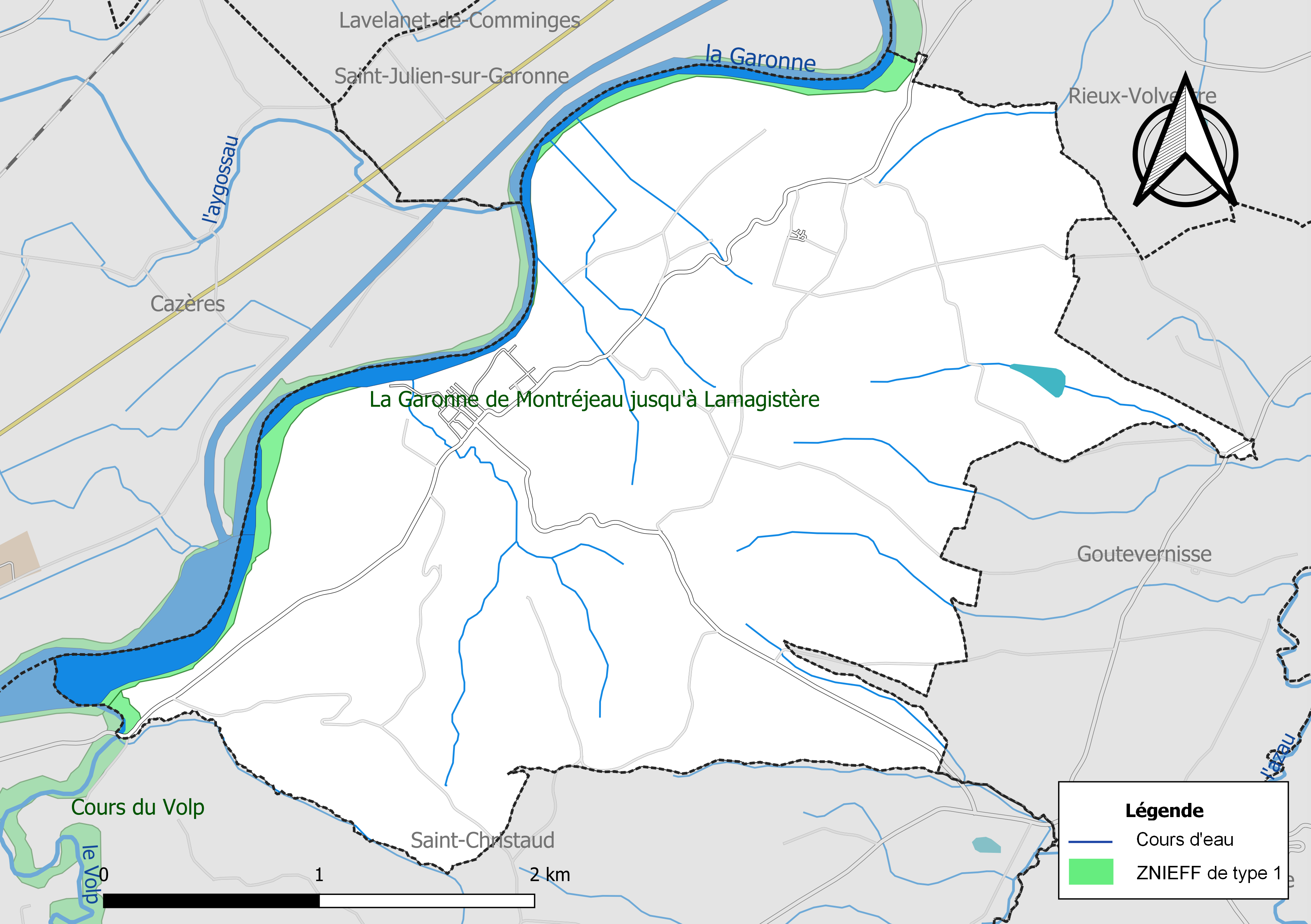
Carte des ZNIEFF de type 1 localisées sur la commune.

L’inventaire des zones naturelles d'intérêt écologique, faunistique et floristique (ZNIEFF) a pour objectif de réaliser une couverture des zones les plus intéressantes sur le plan écologique, essentiellement dans la perspective d’améliorer la connaissance du patrimoine naturel national et de fournir aux différents décideurs un outil d’aide à la prise en compte de l’environnement dans l’aménagement du territoire.
Deux ZNIEFF de type 1 sont recensées sur la commune :
le « cours du Volp » (205 ha), couvrant 15 communes dont 11 dans l'Ariège et quatre dans la Haute-Garonne et 
« la Garonne de Montréjeau jusqu'à Lamagistère » (5 075 ha), couvrant 92 communes dont 63 dans la Haute-Garonne, trois en Lot-et-Garonne et 26 en Tarn-et-Garonne
et une ZNIEFF de type 2, : 
« la Garonne et milieux riverains, en aval de Montréjeau » (6 874 ha), couvrant 93 communes dont 64 dans la Haute-Garonne, trois en Lot-et-Garonne et 26 en Tarn-et-Garonne.

## Urbanisme

### Typologie
Au 1er janvier 2024, Gensac-sur-Garonne est catégorisée commune rurale à habitat très dispersé, selon la nouvelle grille communale de densité à sept niveaux définie par l'Insee en 2022.
Elle est située hors unité urbaine. Par ailleurs la commune fait partie de l'aire d'attraction de Toulouse, dont elle est une commune de la couronne,. Cette aire, qui regroupe 527 communes, est catégorisée dans les aires de 700 000 habitants ou plus (hors Paris),.

### Occupation des sols
L'occupation des sols de la commune, telle qu'elle ressort de la base de données européenne d’occupation biophysique des sols Corine Land Cover (CLC), est marquée par l'importance des territoires agricoles (88,3 % en 2018), une proportion identique à celle de 1990 (88,3 %). La répartition détaillée en 2018 est la suivante : 
terres arables (37,7 %), prairies (30,2 %), zones agricoles hétérogènes (20,3 %), forêts (9,8 %), eaux continentales (2 %). L'évolution de l’occupation des sols de la commune et de ses infrastructures peut être observée sur les différentes représentations cartographiques du territoire : la carte de Cassini (XVIIIe siècle), la carte d'état-major (1820-1866) et les cartes ou photos aériennes de l'IGN pour la période actuelle (1950 à aujourd'hui).

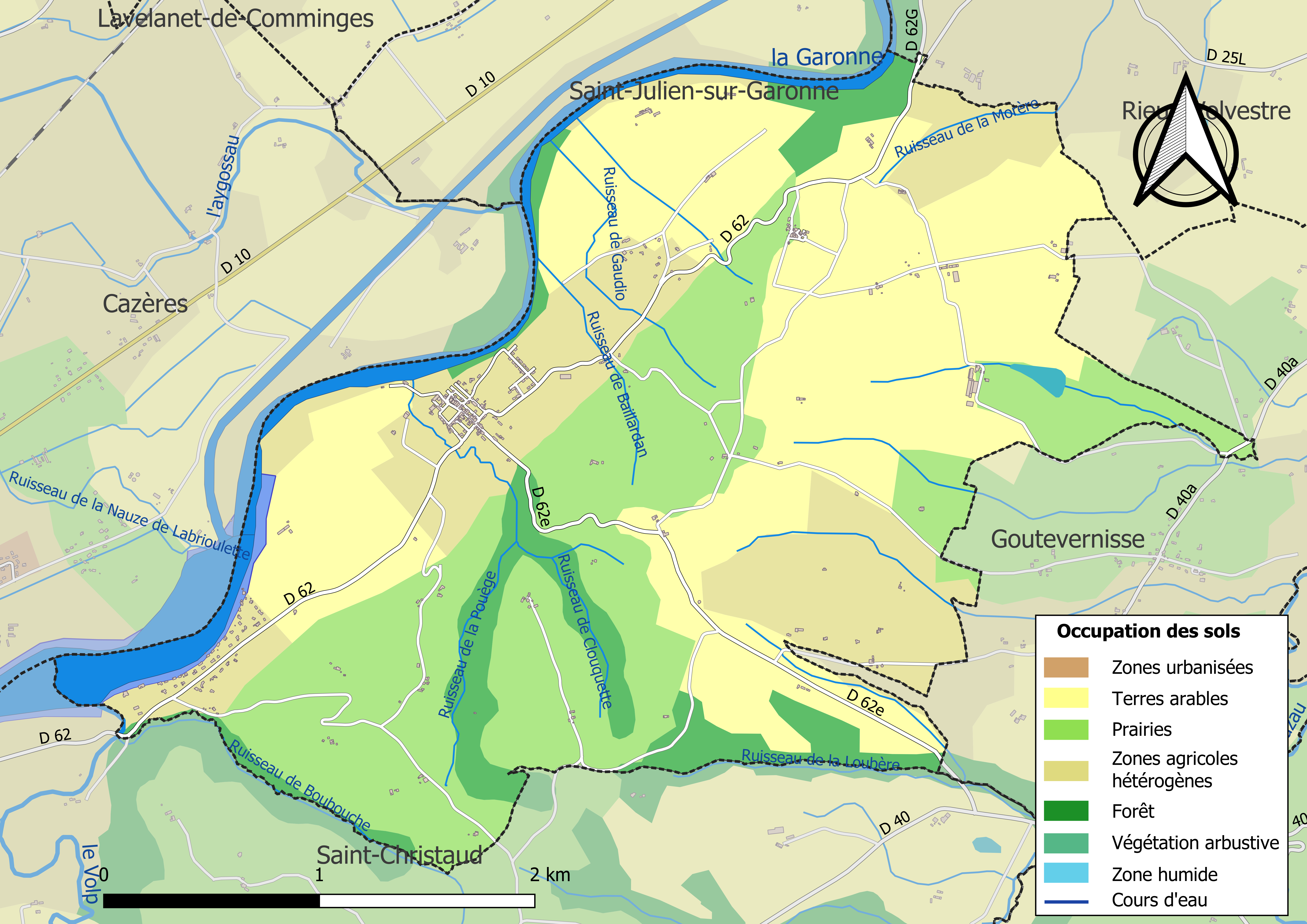
Carte des infrastructures et de l'occupation des sols de la commune en 2018 (CLC).

### Voies de communication et transports
- Par la route : A64 sortie :  23, par l'ancienne route nationale 125.

- Par le train : en gare de Cazères sur la ligne Toulouse - Bayonne.
- Par l'avion : aéroport Toulouse-Blagnac (à 60 km) et aérodrome de Cazères - Palaminy.

La ligne 379 du réseau Arc-en-Ciel relie le centre de la commune à Saint-Gaudens depuis Lavelanet-de-Comminges, et la ligne 380 dessert le centre de la commune en le reliant à la gare routière de Toulouse depuis Cazères.

### Risques majeurs
Le territoire de la commune de Gensac-sur-Garonne est vulnérable à différents aléas naturels : météorologiques (tempête, orage, neige, grand froid, canicule ou sécheresse), inondations, mouvements de terrains et séisme (sismicité faible). Il est également exposé à un risque technologique, la rupture d'un barrage. Un site publié par le BRGM permet d'évaluer simplement et rapidement les risques d'un bien localisé soit par son adresse soit par le numéro de sa parcelle.

#### Risques naturels
Certaines parties du territoire communal sont susceptibles d’être affectées par le risque d’inondation par débordement de cours d'eau, notamment le Volp et l'Aygossau. La commune a été reconnue en état de catastrophe naturelle au titre des dommages causés par les inondations et coulées de boue survenues en 1982, 1992, 1999, 2000, 2008, 2009, 2018, 2021 et 2022,.

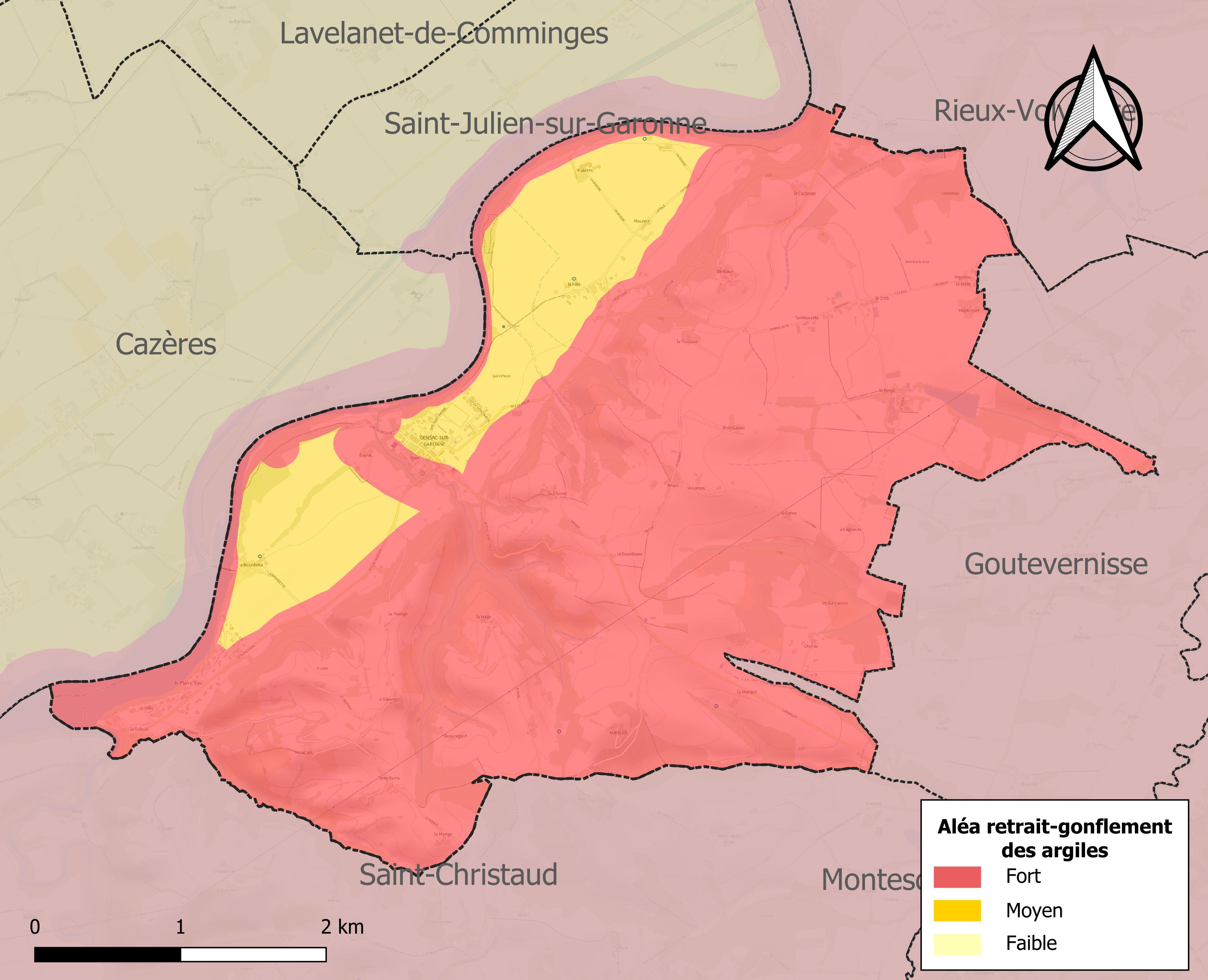
Carte des zones d'aléa retrait-gonflement des sols argileux de Gensac-sur-Garonne.

La commune est vulnérable au risque de mouvements de terrains constitué principalement du retrait-gonflement des sols argileux. Cet aléa est susceptible d'engendrer des dommages importants aux bâtiments en cas d’alternance de périodes de sécheresse et de pluie. La totalité de la commune est en aléa moyen ou fort (88,8 % au niveau départemental et 48,5 % au niveau national). Sur les 195 bâtiments dénombrés sur la commune en 2019, 195 sont en aléa moyen ou fort, soit 100 %, à comparer aux 98 % au niveau départemental et 54 % au niveau national. Une cartographie de l'exposition du territoire national au retrait gonflement des sols argileux est disponible sur le site du BRGM,.
Par ailleurs, afin de mieux appréhender le risque d’affaissement de terrain, l'inventaire national des cavités souterraines permet de localiser celles situées sur la commune.
Concernant les mouvements de terrains, la commune a été reconnue en état de catastrophe naturelle au titre des dommages causés par la sécheresse en 1990, 1992, 1998, 2003, 2012 et 2015 et par des mouvements de terrain en 1999.

#### Risques technologiques
La commune est en outre située en aval du barrage de Cap de Long sur la Neste de Couplan (département des Hautes-Pyrénées). À ce titre elle est susceptible d’être touchée par l’onde de submersion consécutive à la rupture de cet ouvrage.

## Histoire

### Moyen Âge
À partir du Moyen Âge, Gensac faisait partie du diocèse de Rieux.

### L'intervention dramatique du GIGN à Gensac-sur-Garonne le 19 janvier 2007
Le vendredi 19 janvier 2007, peu après 22 h 10, un forcené armé d'un fusil de chasse, retranché dans sa maison depuis la fin de la matinée, a tiré sur les gendarmes du GIGN qui donnaient l'assaut, tuant un gendarme, le major Frédéric Mortier, et en blessant légèrement un autre. Plus tôt, vers 18 h 30, lors de la mise en place du dispositif du GIGN, il avait tiré sur un troisième gendarme, le blessant plus grièvement. L'auteur de ces actes a depuis été interné en hôpital psychiatrique. Le mort est le deuxième membre du GIGN tué en opération depuis la création de l'unité en 1974,.
Le forcené mis en examen pour « tentative d'homicide volontaire » et « homicide volontaire » a bénéficié d'un non-lieu le 11 mars 2008, appuyé en particulier sur deux expertises psychiatriques, en raison de son « irresponsabilité pénale ». Trois jours après, il était toujours hospitalisé.

## Politique et administration

### Administration municipale
Le nombre d'habitants au recensement de 2011 étant compris entre 100 et 499, le nombre de membres du conseil municipal pour l'élection de 2014 est de onze,.

### Rattachements administratifs et électoraux
Commune faisant partie de la septième circonscription de la Haute-Garonne, de la communauté de communes du Volvestre et du canton d'Auterive (avant le redécoupage départemental de 2014, Gensac-sur-Garonne faisait partie de l'ex-canton de Rieux-Volvestre).

### Liste des maires

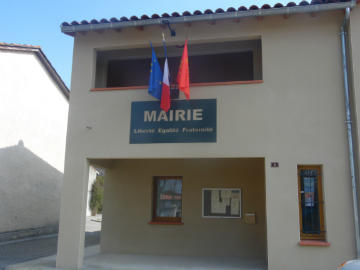
Mairie

| Période                                  | Période  | Identité         | Étiquette | Qualité              |
| ---------------------------------------- | -------- | ---------------- | --------- | -------------------- |
| Les données manquantes sont à compléter. |          |                  |           |                      |
| 2004                                     | 2020     | Henri Devic      | PS        | Agriculteur retraité |
| 2020                                     | En cours | Christian Murcia |           |                      |

## Population et société

### Démographie
| 1793 | 1800 | 1806 | 1821 | 1831 | 1836 | 1841 | 1846 | 1851 |
| ---- | ---- | ---- | ---- | ---- | ---- | ---- | ---- | ---- |
| 330  | 355  | 407  | 476  | 489  | 502  | 459  | 488  | 505  |

| 1856 | 1861 | 1866 | 1872 | 1876 | 1881 | 1886 | 1891 | 1896 |
| ---- | ---- | ---- | ---- | ---- | ---- | ---- | ---- | ---- |
| 525  | 556  | 529  | 533  | 510  | 507  | 504  | 457  | 459  |

| 1901 | 1906 | 1911 | 1921 | 1926 | 1931 | 1936 | 1946 | 1954 |
| ---- | ---- | ---- | ---- | ---- | ---- | ---- | ---- | ---- |
| 435  | 434  | 416  | 322  | 344  | 343  | 321  | 284  | 261  |

| 1962 | 1968 | 1975 | 1982 | 1990 | 1999 | 2005 | 2006 | 2010 |
| ---- | ---- | ---- | ---- | ---- | ---- | ---- | ---- | ---- |
| 247  | 238  | 189  | 205  | 249  | 264  | 306  | 312  | 346  |

| 2015 | 2020 | 2022 | - | - | - | - | - | - |
| ---- | ---- | ---- | - | - | - | - | - | - |
| 414  | 448  | 452  | - | - | - | - | - | - |

| selon la population municipale des années : | 1968 | 1975 | 1982 | 1990 | 1999 | 2006 | 2009 | 2013 |
| Rang de la commune dans le département      | 271  | 394  | 353  | 283  | 300  | 296  | 295  | 278  |
| Nombre de communes du département           | 592  | 582  | 586  | 588  | 588  | 588  | 589  | 589  |

### Jumelages
- Castejón del Puente (Espagne)

### Enseignement
Gensac-sur-Garonne fait partie de l'académie de Toulouse.
L'éducation est assurée par un regroupement pédagogique intercommunal avec les communes de Saint-Michel et Le Plan, pour les classes de la maternelle au primaire.

### Culture et festivité
Salle des fêtes, fête locale (mi-août), vide grenier, comité des fêtes,

### Activités sportives
Le village à un stade de football ainsi qu'une équipe intercommunale avec Le Fousseret, il possède également un court de tennis. Chasse,

### Écologie et recyclage
La collecte et le traitement des déchets des ménages et des déchets assimilés ainsi que la protection et la mise en valeur de l'environnement se font dans le cadre de la communauté de communes du Volvestre,.
Il existe une déchèterie sur la commune de Carbonne en limite de la commune de Peyssies.

## Économie

### Revenus
En 2018  (données Insee publiées en septembre 2021), la commune compte 174 ménages fiscaux, regroupant 423 personnes. La médiane du revenu disponible par unité de consommation est de 22 400 € (23 140 € dans le département).

### Emploi
|                | 2008  | 2013   | 2018  |
| -------------- | ----- | ------ | ----- |
| Commune        | 11 %  | 13,2 % | 7,2 % |
| Département    | 7,7 % | 9,6 %  | 9,3 % |
| France entière | 8,3 % | 10 %   | 10 %  |

En 2018, la population âgée de 15 à 64 ans s'élève à 262 personnes, parmi lesquelles on compte 77,3 % d'actifs (70,1 % ayant un emploi et 7,2 % de chômeurs) et 22,7 % d'inactifs,. En  2018, le taux de chômage communal (au sens du recensement) des 15-64 ans est inférieur à celui de la France et du département, alors qu'en 2008 la situation était inverse.
La commune fait partie de la couronne de l'aire d'attraction de Toulouse, du fait qu'au moins 15 % des actifs travaillent dans le pôle,. Elle compte 30 emplois en 2018, contre 40 en 2013 et 24 en 2008. Le nombre d'actifs ayant un emploi résidant dans la commune est de 186, soit un indicateur de concentration d'emploi de 16,2 % et un taux d'activité parmi les 15 ans ou plus de 57,1 %.
Sur ces 186 actifs de 15 ans ou plus ayant un emploi, 22 travaillent dans la commune, soit 12 % des habitants. Pour se rendre au travail, 88,2 % des habitants utilisent un véhicule personnel ou de fonction à quatre roues, 3,2 % les transports en commun, 3,1 % s'y rendent en deux-roues, à vélo ou à pied et 5,3 % n'ont pas besoin de transport (travail au domicile).

### Activités hors agriculture
24 établissements sont implantés  à Gensac-sur-Garonne au 31 décembre 2019. Le tableau ci-dessous en détaille le nombre par secteur d'activité et compare les ratios avec ceux du département,.
Le secteur de la construction est prépondérant sur la commune puisqu'il représente 37,5 % du nombre total d'établissements de la commune (9 sur les 24 entreprises implantées  à Gensac-sur-Garonne), contre 12 % au niveau départemental.

### Agriculture
|               | 1988 | 2000 | 2010 | 2020 |
| ------------- | ---- | ---- | ---- | ---- |
| Exploitations | 20   | 10   | 9    | 8    |
| SAU (ha)      | 548  | 402  | 471  | 570  |

La commune est dans le Volvestre, une petite région agricole localisée dans l'est du département de la Haute-Garonne, constituée de collines de terrefort à fortes pentes autrefois consacrées à l’élevage s’orientent aujourd’hui vers les grandes cultures. En 2020, l'orientation technico-économique de l'agriculture  sur la commune est l'exploitation de grandes cultures (hors céréales et oléoprotéagineuses). Huit exploitations agricoles ayant leur siège dans la commune sont dénombrées lors du recensement agricole de 2020 (20 en 1988). La superficie agricole utilisée est de 570 ha,,.

## Culture locale et patrimoine

### Lieux et monuments
Il existe trois monuments à Genzac-sur-Garonne : 
- le château de Gensac-sur-Garonne, château du XVIIIe siècle ;
- l'église Notre-Dame de Gensac avec sa statue du Christ en croix du XIVe siècle et son clocher-mur ;
- le lavoir.

## Pour approfondir